# بییاکیران د لس اینفانتس

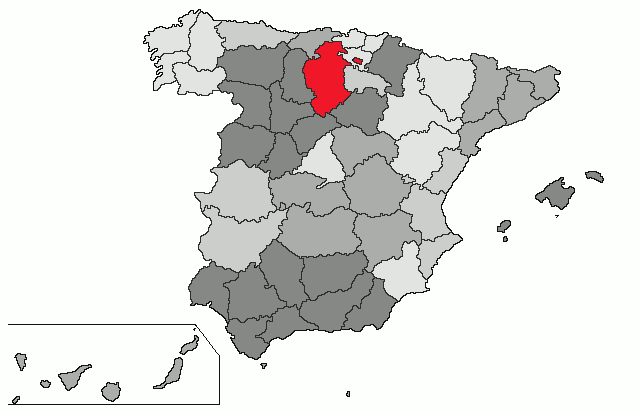
محدوده‌ی بورگس

بییاکیران د لس اینفانتس (به اسپانیایی: Villaquirán de los Infantes) یک شهرستان در اسپانیا است که در استان بورگس واقع شده‌است.

## خصوصیات
بییاکیران د لس اینفانتس ۱۳ کیلومترمربع مساحت و ۱۸۷ نفر جمعیت دارد.